# Campoplex punctipleuris
Campoplex punctipleuris là một loài tò vò trong họ Ichneumonidae.